# Czesław Porębski
Czesław Porębski (* 3. Juni 1945) ist ein polnischer Philosoph.

## Leben
Er studierte Rechtswissenschaften (1969) und Philosophie (1973) an der Jagiellonen-Universität. Er promovierte 1975 an der Universität Łódź und habilitierte sich 1987 an der Jagiellonen-Universität. Er absolvierte ein Assistenzpraktikum an der Jagiellonen-Universität in der Abteilung für Geschichte der politischen und rechtlichen Doktrinen von Konstanty Grzybowski, in den Jahren 1972–1973 Assistent an der Universität Lodz, im Fachbereich Ethik Ija Lazari-Pawłowska. In den Jahren 1973–2005 Angestellter der Krakauer Wirtschaftsuniversität am Institut für Philosophie (unter der Leitung von Adam Węgrzecki). In den Jahren 1999–2004 war er Professor für soziale und politische Philosophie an der IAP, in den Jahren 2000–2004 war er dessen Vizerektor. Im Jahr 2000 erhielt er den Titel eines Professors für Geisteswissenschaften.
Er lehrte als Gastprofessor in Graz, Trient und Freiburg im Üechtland. Er beschäftigt sich mit Sozialphilosophie und Werttheorie und Ethik.

## Schriften (Auswahl)
- Umowa społeczna. Renesans idei. Kraków 1999, ISBN 8370068618.
- Lohnt es sich, moralisch zu sein? Studien zur Wirtschaftsethik. Freiburg im Üechtland 2000, ISBN 3-7278-1267-2.
- Co nam po wartościach?. Kraków 2001, ISBN 837188530X.
- Lectures on Polish value theory. Leiden 2019, ISBN 90-04-39110-X.